# Асадуллаев, Сейфулла Гудрат оглы
Асадуллаев Сейфулла (тал. Сејфулла Әсәдуллајев; 19 июня 1924, Арчиван — 28 июля 2011, Баку) — советский, азербайджанский и талышский писатель, доктор филологических наук, педагог, профессор, литературовед, критик, член союза писателей Азербайджана, член Международного союза литературных критиков, участник Великой Отечественной войны. Писал произведения на русском, азербайджанском и талышском языках.

## Биография
Асадуллаев Сейфулла Гудрат оглы родился 19 июня 1924 года в селе Арчиван, Ленкоранского уезда. В 1942 году окончил среднюю школу в селе Арчиван с аттестатом на отлично. С сентября по декабрь 1942 года работал учителем родного языка и литературы в селе Шуви, Астаринского района, Азербайджанской ССР.
В декабре 1942 года был призван в ряды Красной Армии, воевал на фронтах Великой Отечественной войны, имел ранение. На конец службы имел звание лейтенанта. Служил в 216 стрелковом полку и 960 артиллерийском полку.
В декабре 1945 года вернулся с фронта и с декабря 1945 года по сентябрь 1947 года преподавал в средней школе в селе Арчиван и в городе Астаре.
В сентябре 1947 года поступил в Азербайджанский учительский институт им. М.Ф.Ахундова. В июне 1949 года окончил его с красным дипломом. Позже с 1949 года продолжил обучение на факультете русского языка и литературы Азербайджанского Педагогического института им. В.И.Ленина. В 1951 году окончил его с красным дипломом.
С 1951 года по 1956 год лаборант, старший лаборант, преподаватель кафедры русской литературы АПИ им. М.Ф.Ахундова.
С 1956 года по 1959 год аспирант кафедры русской советской литературы филологического факультета Московского Государственного Университета им. М.В.Ломоносова
С 1959 по 1966 год  – старший преподаватель, заместитель декана, декан факультета русского языка и литературы Азербайджанского Педагогического института языков.
В 1959 г. защитил кандидатскую диссертацию на тему: «Ф.Гладков и литературная жизнь 20-х годов» в МГУ им. М.В.Ломоносова.
C 1966 года работал в БГУ на должности заведующего кафедрой «История русской литературы» (1966-1984), «Русская литература XX века и теория литературы» (1984-2004), «Современная русская литература» (с 2004-2009).
В 1970 году защитил докторскую диссертацию на тему: «Историзм, теория и типология социалистического реализма».
Был женат, имел четырёх детей. Умер 28 июля 2011 года, похоронен на Старо-Ясамальском кладбище города Баку.
1 августа 1986 года Сейфулла Асадуллаеву присвоен орден Отечественной войны II степени.

## Научная и творческая деятельность
Сейфулла Асадуллаев читал курсы лекций по истории русской литературы XX века, теории литературы и введению в литературоведение. Являлся автором около 500 научно-теоретических и литературно-критических статей. Автор 20 монографий и трёх книг.
Совместно с Институтом Мировой литературы им. М.Горького АН СССР, Киевским, Тбилисским и Ереванским университетами выпускал серию книг в 10-ти томах «Русская классика и литература народов СССР». Один из авторов и член редколлегии.
Под его руководством подготовлено 26 кандидатов наук и 11 докторов наук.
В монографиях и научных статьях исследуются неизученные и малоизученные проблемы истории литературы и теории литературы. Проблема историзма, теории и типология социалистического реализма, методологические проблемы современного литературоведения.
Являлся заслуженным деятелем науки Азербайджанской Республики. Награжден орденами «Великая Отечественная война», «Дружба народов», «Слава», 12–ю медалями и Почётной Грамотой Президиума Верховного Совета Азербайджанской Республики.
Более 50 раз участвовал и выступал с докладами на международных симпозиумах, конференциях и конгрессах по линии МАЛК (Международная ассоциация литературных критиков) и МАПРЯЛ (Международная ассоциация преподавателей русского языка и литературы): в Москве (неоднократно), Санкт-Петербурге, Киеве, Тбилиси, и иных города по всему миру. С 1999 – 2007 гг. четыре раза по проблеме «Европейская русистика и современность».
В 1990-х годах Сейфулла Асадуллаев являлся одним из учредителей Талышского республиканского культурного центра. Был первым его руководителем и первым главным редактором талышской газеты «Толыши садо» (Голос Талыша). Первый номер газеты «Толыши Садо» вышел 20 февраля 1992 года.
В 2001 году вышла книга Сейфуллы Асадуллаева «Дызд-тожәчи (һекојон ијән повестон)» (Вор-новатор (рассказы и повести)) на талышском языке, вобравшая в себя рассказы и повести описывающие жизненные ситуации и имеющие юмористические элементы. Книга была первой работой Асадуллаева на талышском языке, редактором книги выступил кандидат филологических наук, деятель талышского национального движения Новрузали Мамедов.
В 2009 году удостоен Персональной пенсии Президента Азербайджанской Республики.

### Некоторые работы
- Жанр сонета в азербайджанской поэзии. История и теория. 2003 г.
- Поэтика В.Высоцкого.2003 г.
- Методологические проблемы современного литературоведения. 2003 г.
- Сборник программ по русской литературе XX века и теории литературы для студентов бакалавров и магистрантов. 2006 г.
- Проблемы евразийского синтеза в русской литературе XX века (Польша). 2007 г.

### Книги
- Дызд-тожәчи (һекојон ијән повестон) / Вор-новатор (рассказы и повести). Баку. 2001 г. 308 стр.

### Рассказы на талышском
- Него Кындәјев (тал. «Него Кындяев»);
- Ды гылә зоәм комсомоле (тал. «Два сына из комсомола»);
- Дызд-тожәчи (повест) (тал. «Вор-новатор»);